# Manal al-Sharif

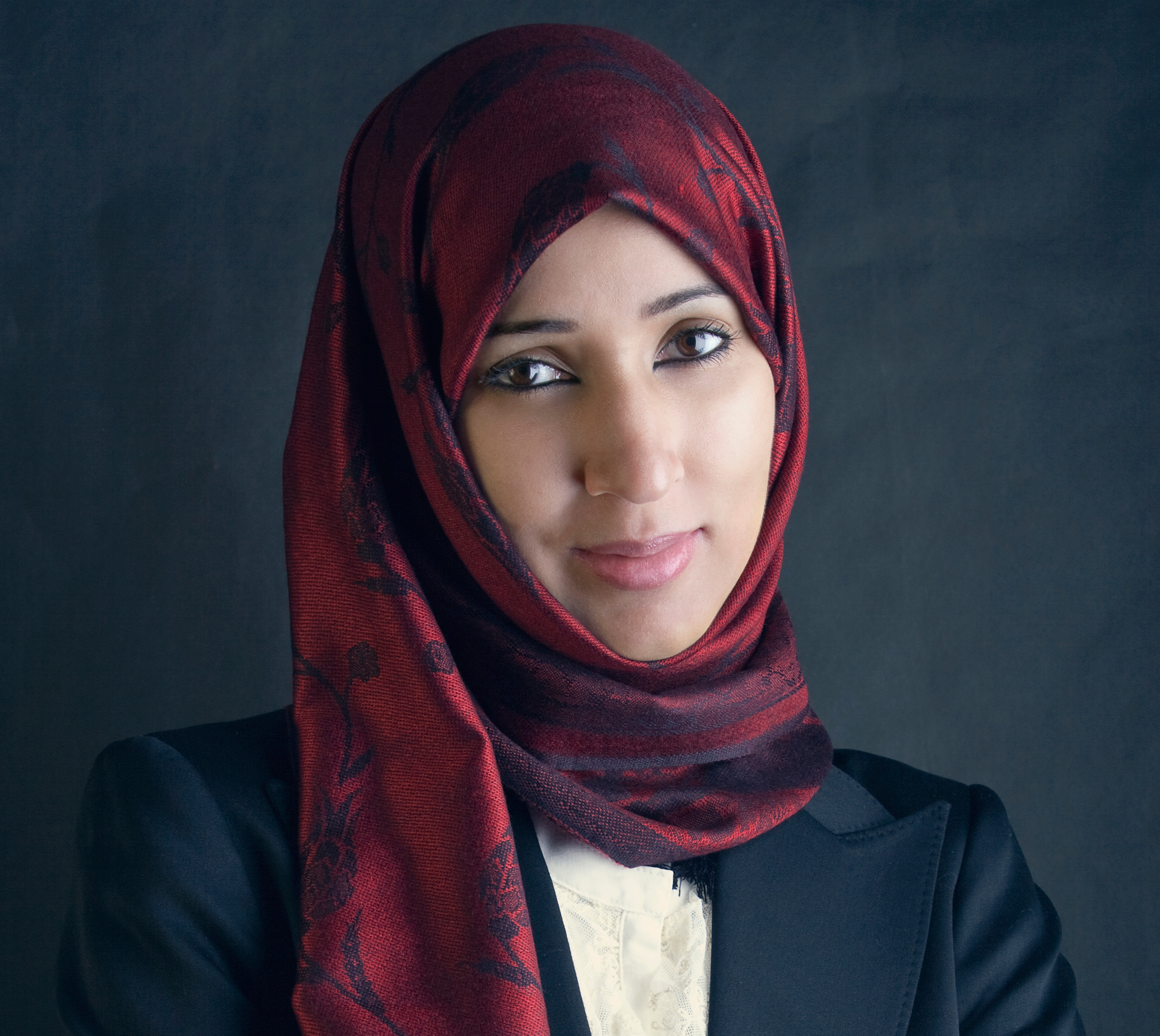
Manal al-Sharif (2011)

Manal al-Sharif (Arabisch: منال الشريف, Manāl aš-Šarīf) (Mekka, 25 april 1979) is een Saoedische activist voor vrouwenrechten en voormalig IT-consultant. Zij is bekend geworden door haar strijd voor het recht van vrouwen in Saoedi-Arabië om zelf een auto te mogen besturen. De invoering van dit recht streeft ze na met de campagne Women2Drive. Zij zet zich wereldwijd in voor rechten van vrouwen in islamitische landen.

## Leven
Sharif groeide op in een strenge familie in Jeddah; ze heeft twee broers. Ze studeerde informatica en kwam daarna als een van de eerste vrouwen in dienst bij het Saoedische oliebedrijf Aramco; in haar functie werkte ze direct samen met mannen. In het kader van een uitwisselingsprogramma werkte ze een jaar bij het Amerikaanse computerbedrijf EMC. In deze periode haalde ze ook haar rijbewijs.
De beperkingen die in haar eigen land aan vrouwen werden opgelegd stoorden haar steeds meer. Op 19 mei 2011 liet ze zich na een lange voorbereiding in de stad al-Khobar door haar vriendin Wajeha al-Huwaider filmen achter het stuur van een auto en publiceerde deze video op het internet. Op 22 mei 2011 werd ze gearresteerd wegens 'het opzetten van de publieke opinie tegen de staat'. Amnesty International riep op tot haar vrijlating. Op 30 mei 2011 werd ze voorwaardelijk vrijgelaten. Na doodsbedreigingen moest ze Saoedi-Arabië verlaten.
Sindsdien komt ze internationaal op voor de rechten van vrouwen in de islamitische wereld. Ze ontmoette onder anderen de Dalai Lama. Haar boek over haar ervaringen, Daring to drive, verscheen in 2017.
Na haar scheiding moest ze haar zoon in Saoedi-Arabië bij zijn vader achterlaten. Zij ziet hem slechts sporadisch. Ze woont nu in Sydney, is met een Braziliaan getrouwd en heeft met hem een tweede zoon. Haar kinderen hebben elkaar nog nooit gezien, omdat haar tweede zoon de toegang tot Saoedi-Arabië wordt geweigerd. Het tweede huwelijk van Manal al-Sharif met een niet-Saudi heeft niet de vereiste goedkeuring van de Saoedische overheid en haar zoon heeft daarom niet de Saoedische nationaliteit.

## Prijzen
- Het Amerikaanse tijdschrift Foreign Policy wees Manal al-Sharif in 2011 aan als een van de Top 100 Global Thinkers.[4]
- Forbes rekende haar in 2011 tot de Women who (briefly) rocked.[5]
- In 2012 was ze volgens TIME Magazine een van de 100 invloedrijkste mensen in de wereld.[6]
- Samen met de winnaar van de Nobelprijs voor de vrede Aung San Suu Kyi en de Chinese kunstenaar Ai Weiwei is ze een van de eerste ontvangers van de Václav Havel International Prize for Creative Dissent van het Oslo Freedom Forum.[7]

## Publicaties
- Daring to drive, 2017.